# Hatiora herminiae
Hatiora herminiae és una espècie botànica del gènere Hatiora que pertany a la família de les cactàcies. És endèmica del Brasil.

## Descripció
Hatiora herminiae és una planta epífita i arbustiva amb tiges rectes o doblegades aquesta branca bifurcada o verticil·lades. Assoleix altures de fins a 30 centímetres. El gris opac de color verd fosc, cilíndrica, no de creueria, de feltre en els segments principals del motor són de 2 a 5 centímetres de llarg i té un diàmetre de fins a 5 mil·límetres. Les poques arèoles petites estan cobertes amb escates petites i d'1 a 2 de petites truges.
El més senzill, de color rosa a les flors de color rosa magenta són de fins a 2 centímetres de llarg i té un diàmetre de fins a 2,5 centímetres. Els fruits són de color verd oliva.

## Distribució i hàbitat
Aquesta espècie és endèmica del Brasil, i creix als estats brasilers de São Paulo i Minas Gerais en els boscos ennuvolats
de la Serra da Mantiqueira repartides a altituds entre 1500 a 2.000 msnm.)

## Taxonomia
Hatiora herminiae va ser descrita per Paulo Campos Porto i Alberto Castellanos el 1941 amb el nom Hariota herminiae; era, però, d'acord amb les regles de la invàlida ICBN (article 11.4, nom incorrecte). Barthlott va posar el 1987 en el gènere Hatiora
Etimologia
Hatiora: nom genèric atorgat en honor del matemàtic, astrònom i explorador anglès Thomas Harriot (1560-1621), en forma d'un anagrama del seu nom.
herminiae  epítet nomenat en honor d'Herminia Violeta Lelong (1910-2010), esposa del botànic argentí Alberto Castellanos (1896–1968).